# Пpeдpaг Јокановић
Пpeдpaг Јокановић (Београд, 26. октобар 1968) бивши је српски фудбалер. Десет година је провео у Португалији, а девет је играо у 191 утакмици Прве лиге, постигавши 18 голова. Од 2003. године је фудбалски тренер.

## Kаријера
Омладинску каријеру је започео 1985, а сениорску 1988. године у Земуну. Године 1988. играо је и у Спартаку Суботица. Прешао је 1991. у Кикинду. Године 1993. играо је у Унијао Мадеиру, у Првој лиги Португалије. Прешао је 1995. у Маритимо, за који је играо шест сезона. Изгубили су у Купу УЕФА 1998—99. од Лидса јунајтеда. Године 2001. прелази у Насионал Мадеира. После две године се повлачи из фудбала.

## Тренерска каријера
Године 2007. постаје тренер Насионал Мадеира. После нерешене утакмице против Академика Коимбра, 13. марта 2011, напустуо је тим. Постао је тренер Унијао Мадеира 11. новембра 2011, а Бравос до Макиса 2014. Отпуштен је када је тим освојио шесто место Жирабола. Вратио се у Насионал Мадеира 30. децембра 2016.